# Frères Vassiliev
Gueorgui Nikolaïevitch Vassiliev (en russe : Гео́ргий Никола́евич Васи́льев) né le 25 novembre 1899 à Vologda sous Empire russe - mort le 18 juin 1946 à Ljubljana en Yougoslavie et Sergueï Dmitrievitch Vassiliev (en russe : Серге́й Дми́триевич Васи́льев) né le 4 novembre 1900 à Moscou - mort le 16 décembre 1959 à Moscou également, sont deux réalisateurs et scénaristes homonymes soviétiques (mais sans lien de parenté), travaillant dans le genre du réalisme socialiste soviétique, tous deux élèves de Sergueï Eisenstein. Ils se font connaitre pour la première fois sous le pseudonyme des frères Vassiliev avec leur film Tchapaïev tourné d'après le roman du même nom de Dmitri Fourmanov et de ses journaux en 1934, pour lequel ils reçoivent l'ordre de Lénine, l'ordre du Drapeau rouge du Travail et l'ordre de l'Étoile rouge. Ils travaillent par la suite comme frères Vassiliev sur plusieurs autres films. Tous deux sont membres de l'Union des écrivains soviétiques depuis 1935. Ils sont également lauréats du prix Staline de première classe en 1941 et 1942.

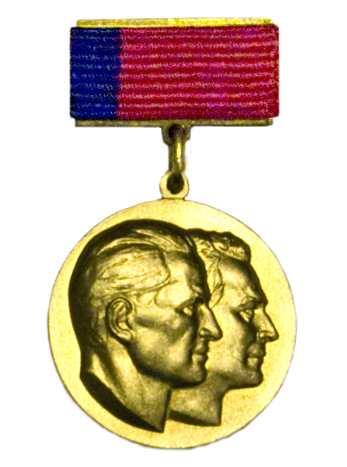
Médaille du prix frères Vassiliev

En 1946, Gueorgui Vassiliev meurt d'une tuberculeuse au sanatorium Golnik à Ljubljana. Il est inhumé au cimetière de Novodevitchi. Après la mort de son ami et collègue, Sergueï Vassiliev réalise encore deux films : Hommes en guerre (1955) et Les Jours d'Octobre (ru) (В дни Октября, 1958). Décédé le 16 décembre 1959 et sera inhumé auprès de Gueorgui Vassiliev.
En 1965, le Conseil des ministres RSFS de Russie institue le prix frères Vassiliev (en) qu'on attribue tous les ans dans trois catégories jusqu'en 1990.

## Filmographie
- 1928 : Exploit dans les glaces (de) (Подвиг во льдах)[4]
- 1930 : La Belle au bois dormant (ru) (Спящая красавица)
- 1932 : Affaire personnelle (ru) (Личное дело)
- 1934 : Tchapaïev (Чапаев)
- 1937 : Les Journées de Volotchaevka (ru) (Волочаевские дни)
- 1942 : La Défense de Tsaritsyne (Оборона Царицына)
- 1943 : Le Front (Фронт)

### Sergueï Vassiliev seulement
- 1955 : Hommes en guerre (Герои Шипки)
- 1958 : Les Jours d'Octobre (ru) (В дни Октября)